# Jali Point
Das Kap Jali Point in dem westafrikanischen Staat Gambia liegt im Fluss Gambia auf dem südlichen Flussufer rund 90 Kilometer von der Mündung in dem Atlantischen Ozean entfernt.
Das Kap liegt unmittelbar an der Mündung, an der linken Seite, des Jali Bolong in den Gambia.